# Barbus
Barbus Cuvier & Cloquet, 1816 è un genere di pesci d'acqua dolce appartenente alla famiglia Cyprinidae, che comprende 308 specie, conosciute con il nome comune di barbo.

## Descrizione
La maggior parte delle specie del genere ha un corpo piuttosto allungato, appiattito sul ventre e leggermente convesso nella parte dorsale. La bocca è in posizione ventrale ed è circondata da 4 barbigli. Le labbra sono carnose e il labbro inferiore è modificato e spesso porta un lobo rivolto all'indietro, il cui studio ha una notevole importanza tassonomica. Altro carattere importante per la determinazione delle specie è l'ultimo raggio non biforcato della pinna dorsale: questo può essere morbido o rigido e dotato di una seghettatura sul lato posteriore.
Sfortunatamente tutti questi caratteri compaiono solo una volta raggiunta l'età adulta, per cui riconoscere un esemplare giovane, specie in ambienti dove siano state introdotte molte specie alloctone, può essere impossibile.
La livrea cambia con l'età; gli esemplari giovani sono di solito uniformemente coperti di macchiette scure.
Il peso, in alcune specie extraeuropee, può superare i 10 kg.

## Distribuzione geografica
Fino ad alcuni anni fa si tendeva a considerare il genere Barbus presente, oltre che nell'intera Europa, anche in tutta l'Asia e l'Africa.

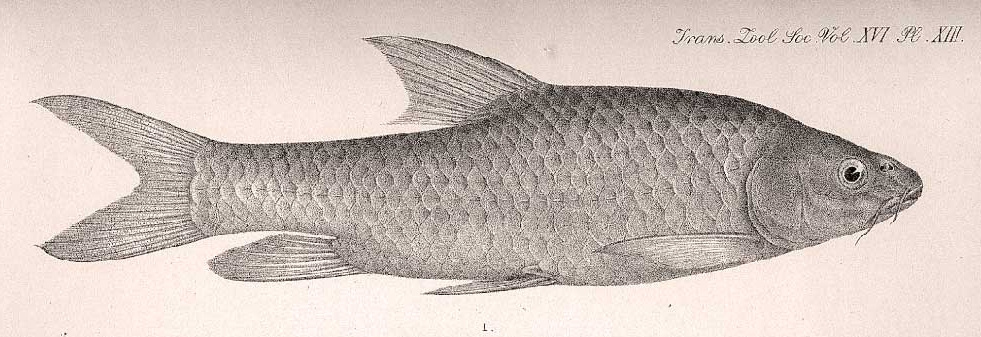
Barbus altianalis

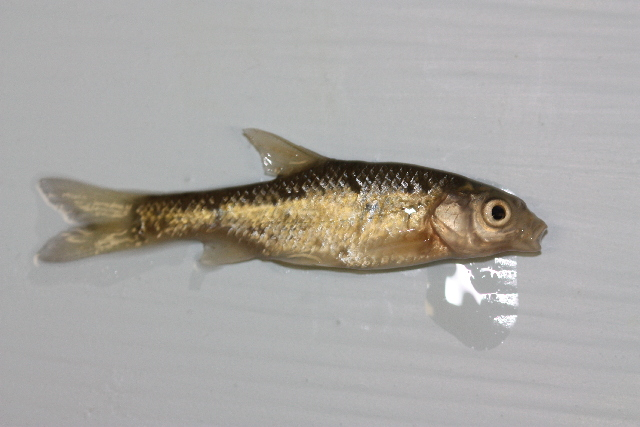
Barbus anoplus

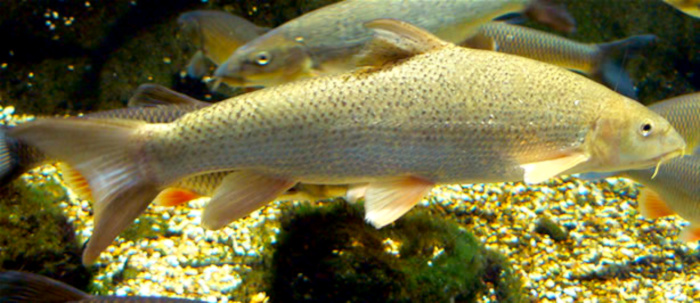
Barbus barbus

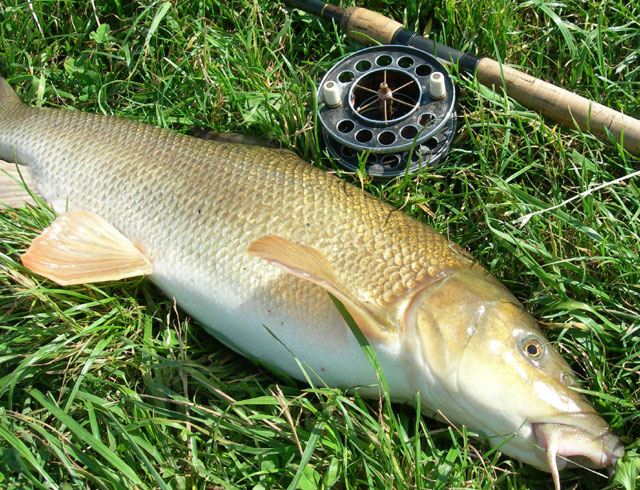
Barbus borysthenicus

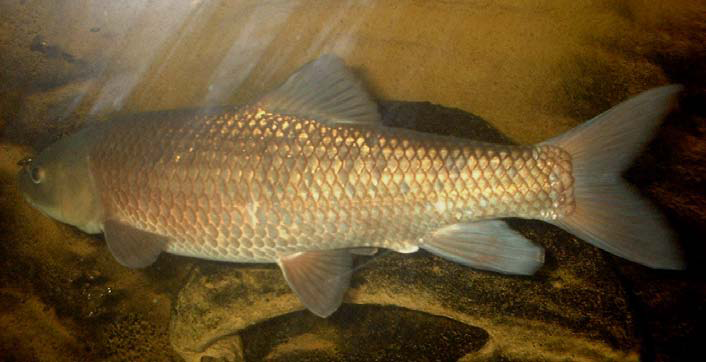
Barbus callensis

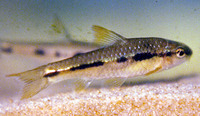
Barbus catenarius

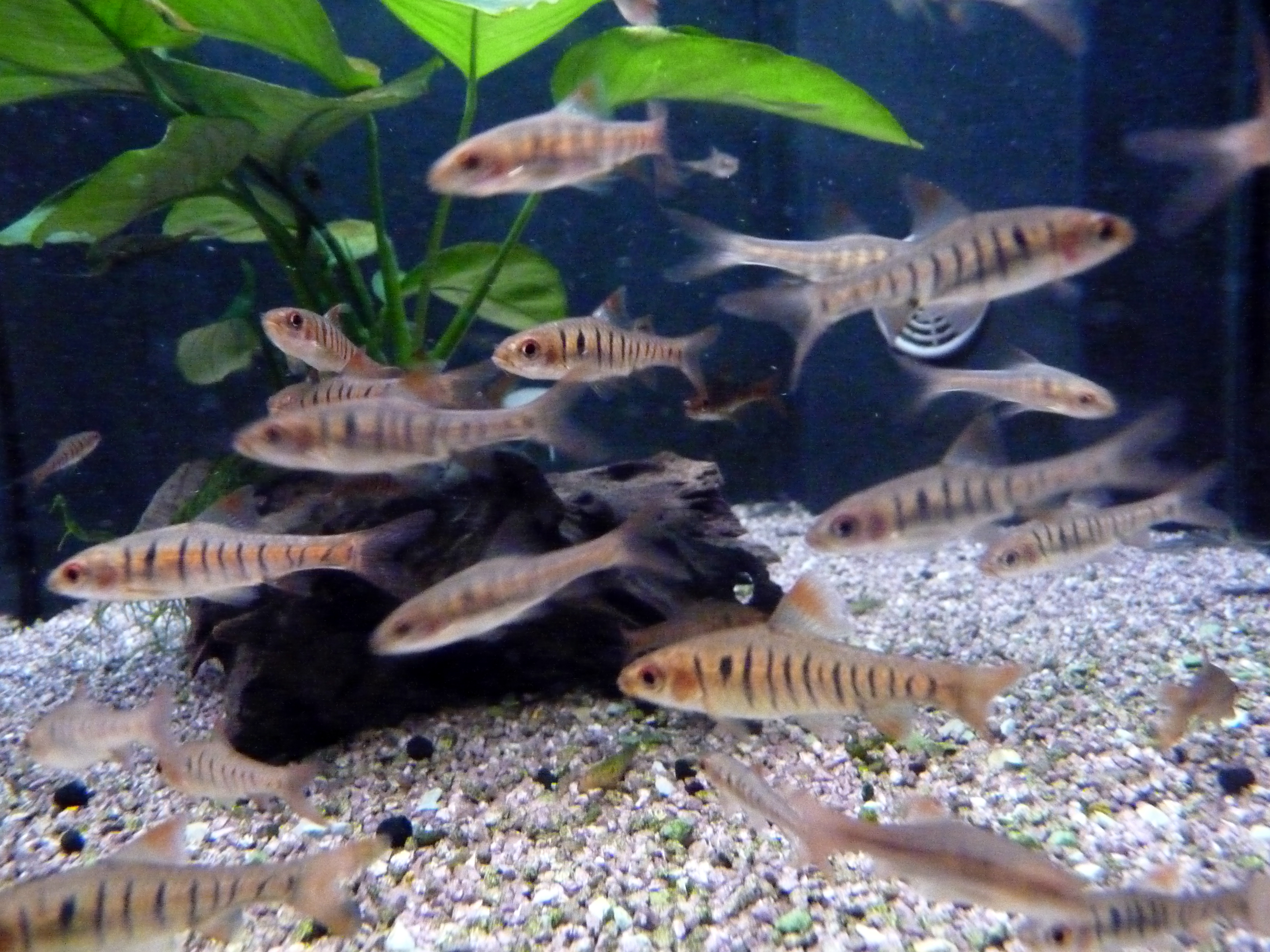
Barbus fasciolatus

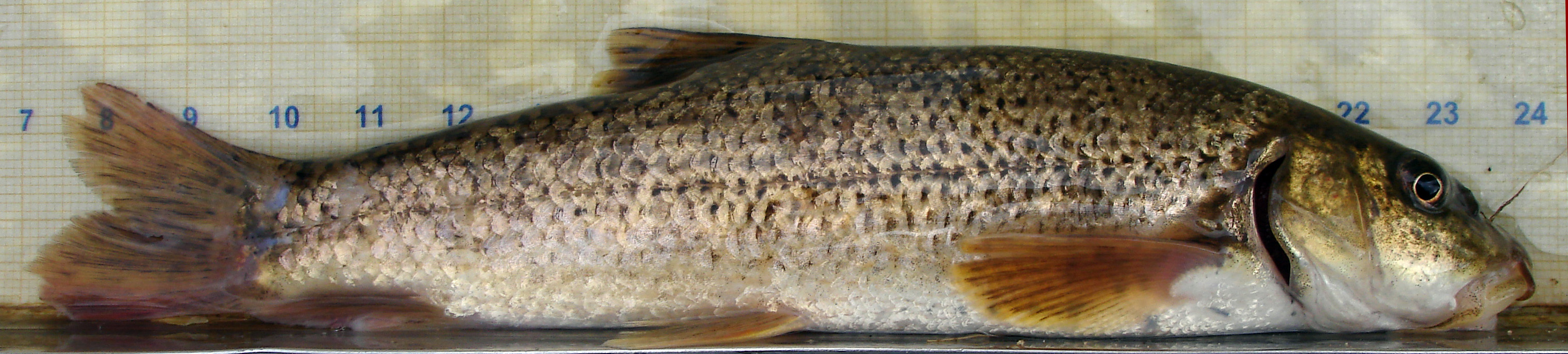
Barbus haasi

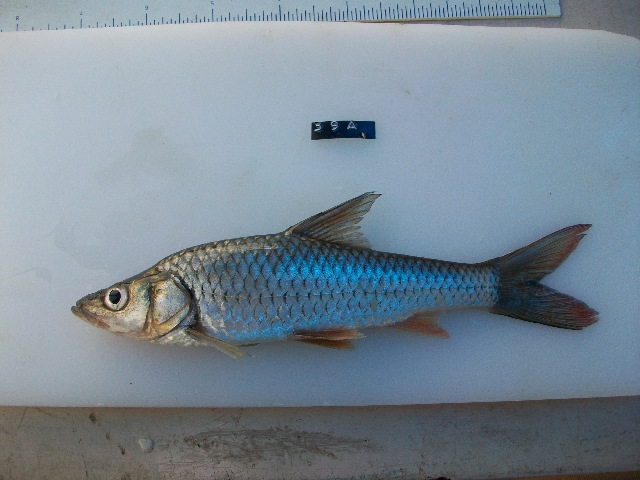
Barbus mattozi

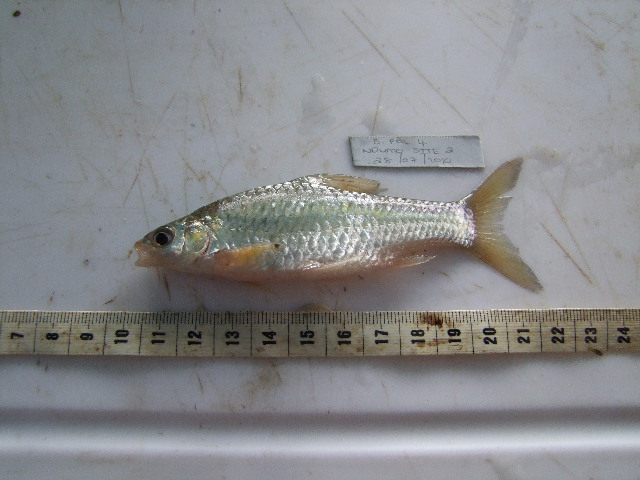
Barbus paludinosus

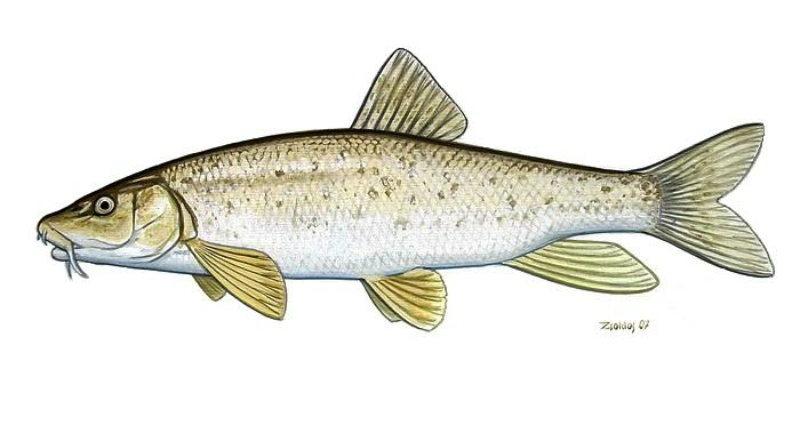
Barbus peloponnesius

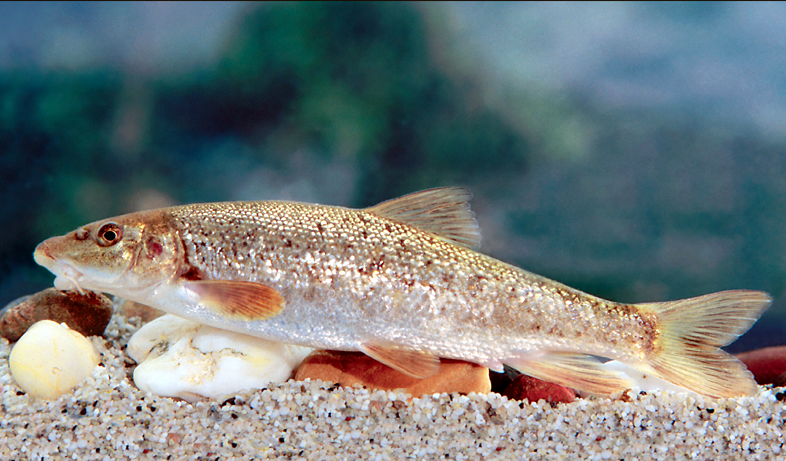
Barbus petenyi

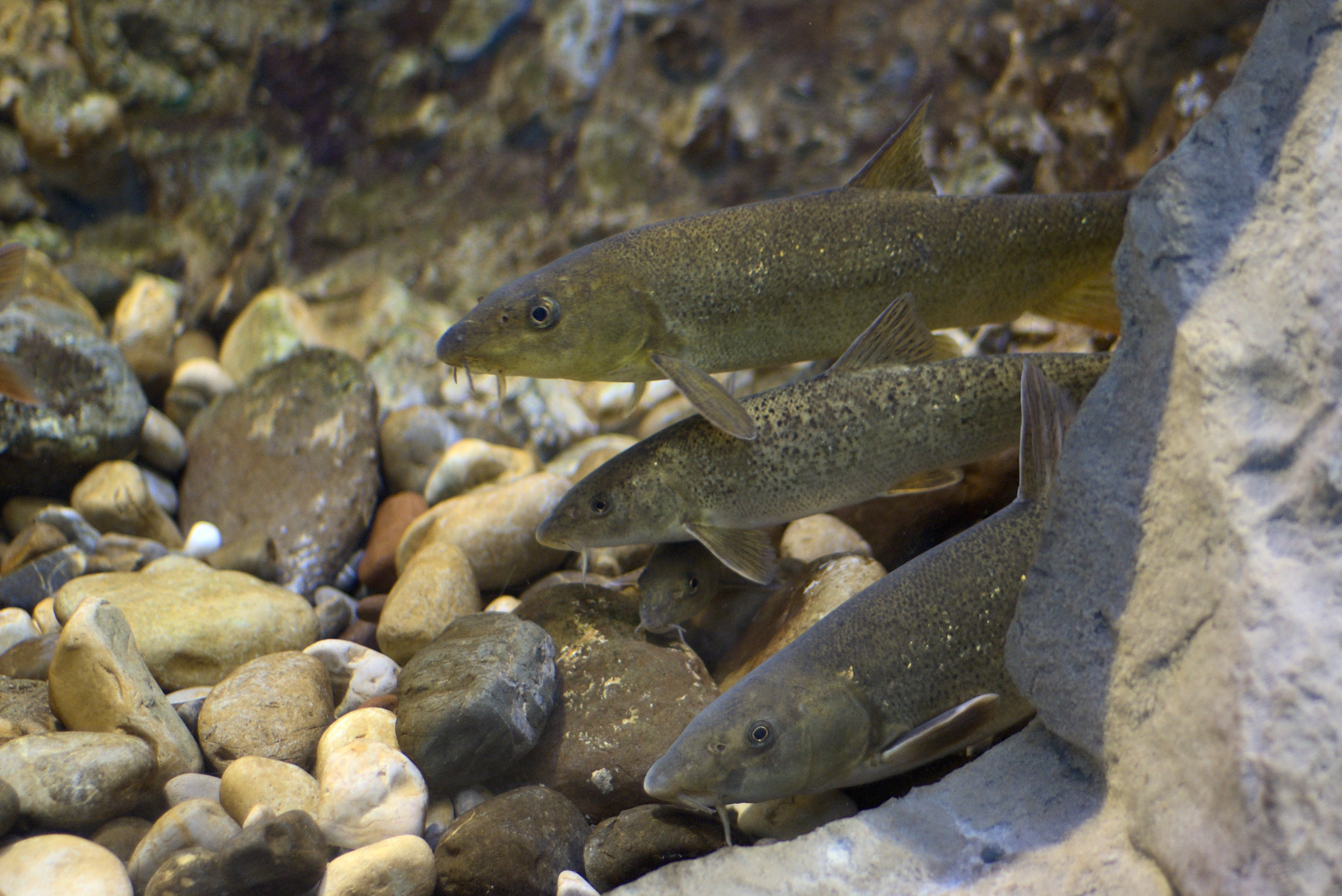
Barbus plebejus

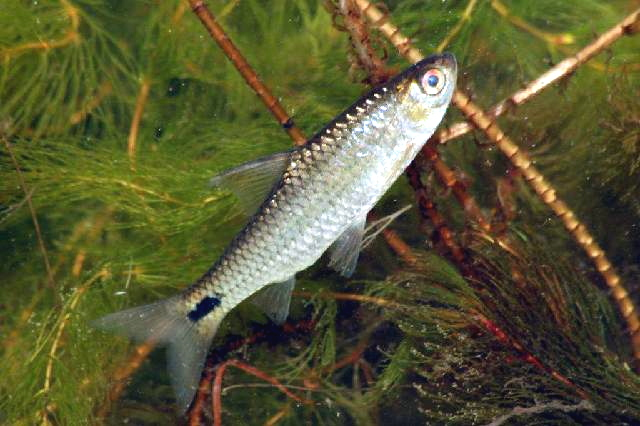
Barbus poechii

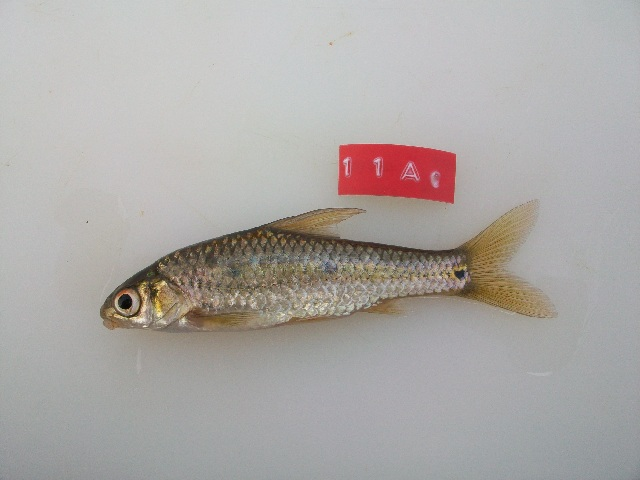
Barbus trimaculatus

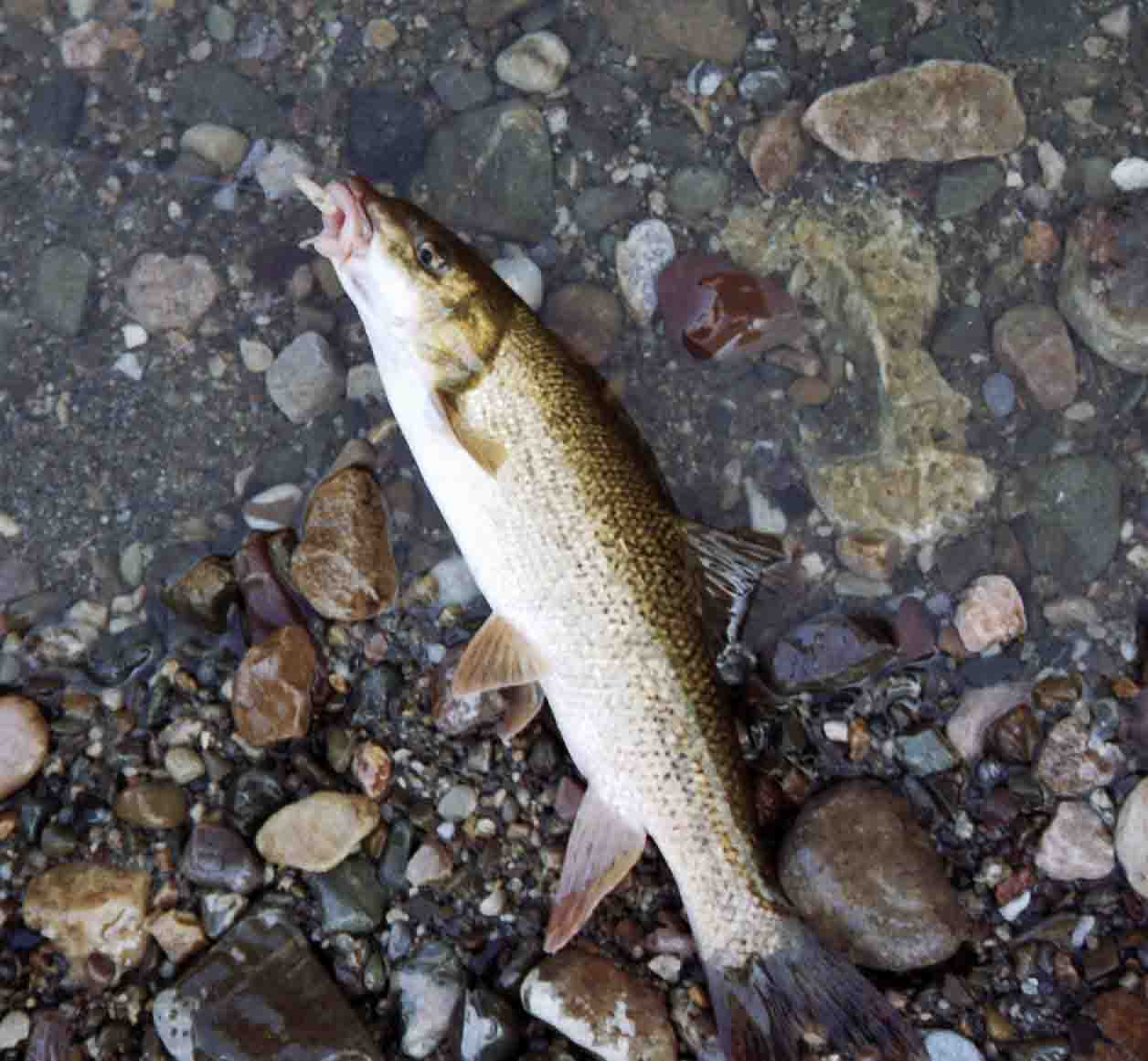
Barbus tyberinus

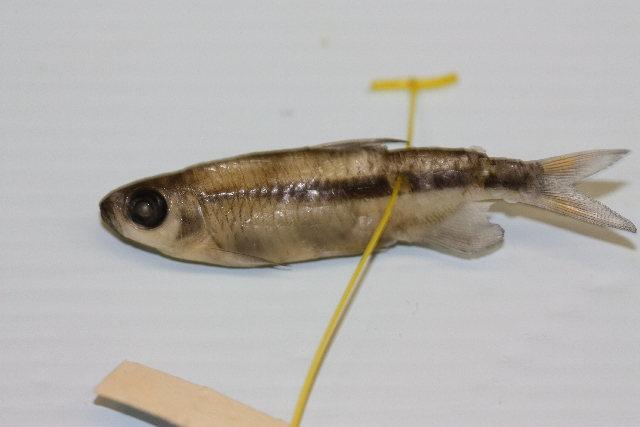
Barbus viviparus

## Tassonomia
Come già detto il genere Barbus è stato suddiviso in vari altri generi di cui due presenti in Europa, Barbus e Luciobarbus. I due generi sono distinguibili in base alla struttura delle labbra ed alla disposizione dei tubercoli nuziali che si sviluppano sulla testa durante il periodo riproduttivo..

Si contano 308 specie, delle quali solo 27 sono diffuse nel continente europeo.

### Specie europee
- Barbus balcanicus Kotlík, Tsigenopoulos, Ráb & Berrebi, 2002 (barbo balcanico) - Austria, Grecia, Italia, Macedonia del Nord, Serbia e Slovenia
- Barbus barbus (Linnaeus, 1758) (barbo[3] o barbo europeo) - Andorra, Austria, Bielorussia, Belgio, Bosnia ed Erzegovina, Bulgaria, Cina, Croazia, Francia, Germania, Gibilterra, Irlanda, Italia, Liechtenstein, Lituania, Lussemburgo, Malta, Moldavia, Marocco, Monaco, Paesi Bassi, Polonia, Repubblica Ceca, Romania, Russia, Serbia, Slovacchia, Svizzera, Regno Unito, Ucraina ed Ungheria
- Barbus bergi Chichkoff, 1935 (barbo bulgaro) - Bulgaria e Turchia
- Barbus borysthenicus Dybowski, 1862 -  Ucraina
- Barbus caninus Bonaparte, 1839 (barbo canino) - Italia e Svizzera
- Barbus carottae (Bianco, 1998) - Grecia
- Barbus carpathicus Kotlík, Tsigenopoulos, Ráb & Berrebi, 2002 (barbo dei Carpazi) - Austria, Polonia, Slovacchia e Ucraina
- Barbus ciscaucasicus Kessler, 1877 (barbo del fiume Terek) - Azerbaigian, Iran e Russia
- Barbus cyclolepis Heckel, 1837 (barbo dell'Egeo) - Armenia, Azerbaigian, Bulgaria, Georgia, Grecia, Iran, Italia, Moldavia, Romania, Russia, Serbia, Turchia e Ucraina
- Barbus euboicus Stephanidis, 1950 (barbo dell'Eubea) - Grecia
- Barbus fucini Costa, 1853 (specie riabilitata nel 2021) - Italia meridionale
- Barbus haasi Mertens, 1925 (barbo pinnerosse) - Spagna
- Barbus kubanicus Berg, 1912 (barbo del fiume Kuban') - Russia
- Barbus macedonicus Karaman, 1928 (barbo macedone) - Grecia e Macedonia del Nord
- Barbus meridionalis Risso, 1827 (barbo canino[3]) - Albania, Austria, Bielorussia, Bosnia ed Erzegovina, Bulgaria, Croazia, Francia, Grecia, Italia, Lituania, Moldavia, Montenegro, Repubblica Ceca, Romania, Serbia, Slovacchia, Slovenia, Spagna, Svizzera, Ucraina ed Ungheria
- Barbus peloponnesius Valenciennes, 1842 (barbo del Peloponneso) - Grecia e Italia
- Barbus pergamonensis Karaman, 1971 (barbo di Pergamo) - Grecia e Turchia
- Barbus petenyi Heckel, 1852 (barbo rumeno) - Bulgaria, Romania, Slovacchia e Ungheria
- Barbus plebejus Bonaparte, 1839 (barbo italico o padano) - Austria, Croazia, Grecia, Iran, Italia, Slovenia, Svizzera e Turchia
- Barbus prespensis Karaman, 1924 (barbo del Lago di Prespa) - Albania, Grecia e Macedonia del Nord
- Barbus rebeli Koller, 1926 (barbo dei Balcani occidentali) - Albania, Grecia, Macedonia del Nord e Montenegro
- Barbus samniticus (Lorenzoni, Carosi, Quadroni, De Santis, Vanetti, Delmastro & Zaccara, 2021 - Italia meridionale
- Barbus sperchiensis Stephanidis, 1950 (barbo dello Sperchios) - Grecia
- Barbus strumicae Karaman, 1955 (barbo del fiume Strimone) - Bulgaria, Grecia e Macedonia del Nord
- Barbus tauricus Kessler, 1877 - Bulgaria, Russia, Turchia e Ucraina
- Barbus thessalus Stephanidis, 1971 (barbo della Tessaglia) - Grecia
- Barbus tyberinus Bonaparte, 1839 (barbo tiberino o barbo etrusco) - Italia
- Barbus waleckii Rolik, 1970 (barbo del fiume Vistola) - Polonia e Ucraina

### Specie extraeuropee
- Barbus ablabes (Bleeker, 1863) - Benin, Burkina Faso, Camerun, Repubblica Centrafricana, Costa d'Avorio, Ghana, Guinea, Guinea-Bissau, Liberia, Mali, Niger, Nigeria, Senegal, Sierra Leone e Togo
- Barbus aboinensis Boulenger, 1911 - Camerun e Nigeria
- Barbus acuticeps Matthes, 1959 - Burundi, Kenya, Ruanda e Tanzania
- Barbus afrohamiltoni Crass, 1960 - Malawi, Mozambico, Namibia, Sudafrica, eSwatini, Zambia e Zimbabwe
- Barbus afrovernayi Nichols & Boulton, 1927 - Angola, Botswana, Namibia, Repubblica Democratica del Congo, Zambia e Zimbabwe
- Barbus aliciae Bigorne & Lévêque, 1993 - Guinea
- Barbus alluaudi Pellegrin, 1909 - Uganda
- Barbus aloyi Roman, 1971 - Guinea Equatoriale
- Barbus altianalis Boulenger, 1900 - Repubblica Democratica del Congo, Kenya, Ruanda, Tanzania e Uganda
- Barbus altidorsalis Boulenger, 1908 - Zambia e Zimbabwe
- Barbus amanpoae Lambert, 1961 - Repubblica Democratica del Congo
- Barbus amatolicus Skelton, 1990 - Sudafrica
- Barbus andrewi Barnard, 1937 - Sudafrica
- Barbus anema Boulenger, 1903 - Camerun, Ciad, Egitto, Etiopia, Guinea, Mali, Niger, Nigeria e Sudan
- Barbus annectens Gilchrist & Thompson, 1917 - Mozambico, Sudafrica, eSwatini e Zimbabwe
- Barbus anniae Lévêque, 1983 -  Guinea e Guinea-Bissau
- Barbus anoplus Weber, 1897 - Lesotho, Namibia, Sudafrica e eSwatini
- Barbus ansorgii Boulenger, 1904 - Angola
- Barbus apleurogramma Boulenger, 1911 - Burundi, Ciad, Repubblica Democratica del Congo, Kenya, Ruanda, Tanzania, Uganda
- Barbus arabicus Trewavas, 1941 - Arabia Saudita e Yemen
- Barbus arambourgi Pellegrin, 1935 - Etiopia
- Barbus arcislongae Keilhack, 1908 - Malawi, Mozambico e Tanzania
- Barbus argenteus Günther, 1868 - Angola, Mozambico, Sudafrica ed eSwatini
- Barbus aspilus Boulenger, 1907 - Camerun
- Barbus atakorensis Daget, 1957 - Benin, Ghana, Nigeria e Togo
- Barbus atkinsoni Bailey, 1969 - Malawi e Tanzania
- Barbus atromaculatus Nichols & Griscom, 1917 - Camerun, Repubblica Centrafricana e Repubblica Democratica del Congo
- Barbus bagbwensis Norman, 1932 - Sierra Leone
- Barbus barbulus Heckel, 1847 - Iran, Siria e Turchia
- Barbus barnardi Jubb, 1965 - Angola, Botswana, Namibia, Zambia e Zimbabwe
- Barbus barotseensis Pellegrin, 1920 - Angola, Namibia, Zambia e Zimbabwe
- Barbus baudoni Boulenger, 1918 - Burkina Faso, Camerun, Repubblica Centrafricana, Ciad, Repubblica del Congo, Costa d'Avorio, Gambia, Ghana, Guinea, Mali, Niger e Nigeria
- Barbus bawkuensis Hopson, 1965 - Burkina Faso, Ghana e Nigeria
- Barbus bifrenatus Fowler, 1935 - Angola, Botswana, Malawi, Namibia, Sudafrica, Zambia e Zimbabwe
- Barbus bigornei Lévêque, Teugels & Thys van den Audenaerde, 1988 - Costa d'Avorio, Guinea, Liberia e Sierra Leone
- Barbus boboi Schultz, 1942 - Costa d'Avorio e Liberia
- Barbus bourdariei Pellegrin, 1928 - Camerun
- Barbus brachygramma Boulenger, 1915 - Repubblica Democratica del Congo e Tanzania
- Barbus brazzai Pellegrin, 1901 - Camerun, Repubblica del Congo, Gabon, Guinea Equatoriale, Repubblica Centrafricana e Repubblica Democratica del Congo
- Barbus breviceps Trewavas, 1936 - Angola e Namibia
- Barbus brevidorsalis Boulenger, 1915 - Angola, Namibia, Repubblica Democratica del Congo, Zambia e Zimbabwe
- Barbus brevilateralis Poll, 1967 - Angola
- Barbus brevipinnis Jubb, 1966 - Mozambico, Sudafrica, eSwatini, Zimbabwe
- Barbus brichardi Poll & Lambert, 1959 - Republica del Congo e Gabon
- Barbus bynni (Forsskål, 1775) - Benin, Burkina Faso, Camerun, Ciad, Costa d'Avorio, Egitto, Etiopia, Ghana, Guinea, Kenya, Mali, Mauritania, Niger, Nigeria, Senegal e Sudan
- Barbus cadenati Daget, 1962 - Guinea
- Barbus calidus Barnard, 1938 - Sudafrica
- Barbus callensis Valenciennes, 1842 - Algeria, Marocco e Tunisia
- Barbus callipterus Boulenger, 1907 - Benin, Camerun, Ciad, Costa d'Avorio, Ghana, Mali, Niger, Nigeria e Togo
- Barbus camptacanthus (Bleeker, 1863) - Camerun, Gabon, Guinea Equatoriale, Nigeria e Repubblica Democratica del Congo
- Barbus candens Nichols & Griscom, 1917 - Repubblica Democratica del Congo
- Barbus carcharhinoides Stiassny, 1991 - Liberia
- Barbus carens Boulenger, 1912 - Angola, Repubblica del Congo e Repubblica Democratica del Congo* Barbus castrasibutum Fowler, 1936 - Repubblica Centrafricana
- Barbus catenarius Poll & Lambert, 1959 - Repubblica del Congo
- Barbus caudosignatus Poll, 1967 - Angola
- Barbus cercops Whitehead, 1960 - Kenya, Ruanda e Uganda
- Barbus chicapaensis Poll, 1967 - Angola
- Barbus chiumbeensis Pellegrin, 1936 - Angola
- Barbus chlorotaenia Boulenger, 1911 - Benin, Ciad, Ghana, Nigeria e Togo
- Barbus choloensis Norman, 1925 - Malawi
- Barbus citrinus Boulenger, 1920 - Repubblica Democratica del Congo
- Barbus claudinae De Vos & Thys van den Audenaerde, 1990 - Ruanda e Uganda
- Barbus clauseni Thys van den Audenaerde, 1976 - Nigeria
- Barbus collarti Poll, 1945 - Angola
- Barbus condei Mahnert & Géry, 1982 - Gabon
- Barbus dartevellei Poll, 1945 - Republica Democratica del Congo
- Barbus deguidei Matthes, 1964 - Repubblica Democratica del Congo
- Barbus deserti Pellegrin, 1909 - Algeria e Mauritania
- Barbus dialonensis Daget, 1962 - Gambia, Guinea e Senegal
- Barbus diamouanganai Teugels & Mamonekene, 1992 - Repubblica del Congo
- Barbus ditinensis Daget, 1962 - Guinea
- Barbus dorsolineatus Trewavas, 1936 - Angola, Namibia e Zambia
- Barbus eburneensis Poll, 1941 - Costa d'Avorio, Guinea, Liberia, Mali, Niger e Nigeria
- Barbus elephantis Boulenger, 1907 - Sudafrica
- Barbus ensis Boulenger, 1910 - Angola
- Barbus ercisianus Karaman, 1971 - Turchia
- Barbus erubescens Skelton, 1974 - Sudafrica
- Barbus erythrozonus Poll & Lambert, 1959 - Repubblica del Congo
- Barbus ethiopicus Zolezzi, 1939 - Etiopia
- Barbus eurystomus Keilhack, 1908 - Malawi, Mozambico, Tanzania
- Barbus eutaenia Boulenger, 1904 - Angola, Botswana, Mozambico, Namibia, Repubblica Democratica del Congo, Ruanda, Sudafrica, eSwatini, Zambia, Zimbabwe
- Barbus evansi Fowler, 1930 - Angola
- Barbus fasciolatus Günther, 1868 - Angola, Botswana, Namibia, Repubblica Democratica del Congo, Zambia, Zimbabwe
- Barbus fasolt Pappenheim, 1914 - Repubblica Democratica del Congo
- Barbus foutensis Lévêque, Teugels & Thys van den Audenaerde, 1988 - Gambia, Guinea, Mali, Niger, Nigeria, Sierra Leone
- Barbus fritschii Günther, 1874 - Marocco
- Barbus gananensis Vinciguerra, 1895 - Etiopia e Somalia
- Barbus gestetneri Banister & Bailey, 1979 - Repubblica Democratica del Congo
- Barbus girardi Boulenger, 1910 - Angola
- Barbus goktschaicus Kessler, 1877 - Armenia
- Barbus greenwoodi Poll, 1967 - Angola
- Barbus gruveli Pellegrin, 1911 - Guinea e Sierra Leone
- Barbus grypus Heckel, 1843 - Iran e Iraq
- Barbus guildi Loiselle, 1973 - Ghana
- Barbus guineensis Pellegrin, 1913 - Guinea
- Barbus guirali Thominot, 1886 - Camerun, Repubblica del Congo e Gabon
- Barbus gulielmi Boulenger, 1910 - Angola
- Barbus gurneyi Günther, 1868 - Sudafrica
- Barbus haasianus David, 1936 - Angola, Botswana, Mozambico, Namibia, Repubblica Democratica del Congo, Zambia e Zimbabwe
- Barbus harterti Günther, 1901 - Marocco
- Barbus holotaenia Boulenger, 1904 - Angola, Camerun, Repubblica del Congo, Guinea Equatoriale, Gabon e Repubblica Democratica del Congo
- Barbus hospes Barnard, 1938 - Namibia e Sudafrica
- Barbus huguenyi Bigorne & Lévêque, 1993 - Guinea e Liberia
- Barbus huloti Banister, 1976 - Repubblica Democratica del Congo e Uganda
- Barbus hulstaerti Poll, 1945 - Angola, Gabon e Repubblica Democratica del Congo
- Barbus humeralis Boulenger, 1902 - Repubblica Demopcratica del Congo
- Barbus humilis Boulenger, 1902 - Etiopia
- Barbus humphri Banister, 1976 - Repubblica Democratica del Congo
- Barbus inaequalis Lévêque, Teugels & Thys van den Audenaerde, 1988 - Costa d'Avorio, Guinea, Liberia, Sierra Leone
- Barbus innocens Pfeffer, 1896 - Kenya, Malawi, Mozambico, Tanzania
- Barbus iturii Holly, 1929 - Repubblica Democratica del Congo
- Barbus jacksoni Günther, 1889 - Kenya, Tanzania, Uganda
- Barbus jae Boulenger, 1903 - Camerun, Repubblica del Congo, Guinea Equatoriale, Gabon e Repubblica Democratica del Congo
- Barbus janssensi Poll, 1976 - Repubblica Democratica del Congo
- Barbus jubbi Poll, 1967 - Angola
- Barbus kamolondoensis Poll, 1938 - Repubblica Democratica del Congo
- Barbus kerstenii Peters, 1868 - Angola, Burundi, Etiopia, Kenya, Malawi, Mozambico, Namibia, Ruanda, Tanzania, Uganda, Zambia, Zimbabwe
- Barbus kessleri (Steindachner, 1866) - Angola
- Barbus kissiensis Daget, 1954 - Nigeria
- Barbus kuiluensis Pellegrin, 1930 - Repubblica del Congo
- Barbus lacerta Heckel, 1843 - Armenia, Georgia, Iran, Russia, Turchia, Turkmenistan
- Barbus lagensis (Günther, 1868) - Ghana e Nigeria
- Barbus lamani Lönnberg & Rendahl, 1920 - Repubblica Democratica del Congo
- Barbus laticeps Pfeffer, 1889 - Kenya e Tanzania
- Barbus lauzannei Lévêque & Paugy, 1982 - Guinea e Liberia
- Barbus leonensis Boulenger, 1915 - Benin, Burkina Faso, Camerun, Ciad, Costa d'Avorio, Gambia, Ghana, Guinea, Liberia, Mali, Niger, Nigeria, Senegal, Sierra Leone e Sudan
- Barbus leptopogon Schimper, 1834 - Algeria
- Barbus liberiensis Steindachner, 1894 - Liberia e Sierra Leone
- Barbus lineomaculatus Boulenger, 1903 - Angola, Burundi, Kenya, Malawi, Mozambico, Namibia, Repubblica Democratica del Congo, Ruanda, Sudafrica, Tanzania, Zambia e Zimbabwe
- Barbus longiceps Valenciennes, 1842 - Iraq, Israele, Giordania, Libano e Siria
- Barbus longifilis Pellegrin, 1935 - Repubblica Democratica del Congo
- Barbus lornae Ricardo-Bertram, 1943 - Zambia
- Barbus lorteti Sauvage, 1882 - Turchia
- Barbus loveridgii Boulenger, 1916 - Kenya
- Barbus luapulae Fowler, 1958 - Repubblica Democratica del Congo
- Barbus lufukiensis Boulenger, 1917 - Republica Democratica del Congo
- Barbus luikae Ricardo, 1939 - Tanzania
- Barbus lujae Boulenger, 1913 - Angola e Repubblica Democratica del Congo
- Barbus lukindae Boulenger, 1915 - Repubblica Democratica del Congo
- Barbus lukusiensis David & Poll, 1937 - Repubblica Democratica del Congo
- Barbus luluae Fowler, 1930 - Repubblica Democratica del Congo
- Barbus machadoi Poll, 1967 - Angola
- Barbus macinensis Daget, 1954 - Benin, Burkina Faso, Camerun, Ciad, Costa d'Avorio, Guinea, Mali, Niger, Nigeria e Senegal
- Barbus macroceps Fowler, 1936 - Repubblica Democratica del Congo
- Barbus macrolepis Pfeffer, 1889 - Tanzania
- Barbus macrops Boulenger, 1911 - Benin, Burkina Faso, Camerun, Repubblica Centrafricana, Ciad, Costa d'Avorio, Gambia, Ghana, Guinea, Guinea-Bissau, Liberia, Mali, Niger, Nigeria, Senegal, Sierra Leone e Togo
- Barbus macrotaenia Worthington, 1933 - Malawi, Mozambico e Zimbabwe
- Barbus magdalenae Boulenger, 1906 - Kenya, Tanzania e Uganda
- Barbus manicensis Pellegrin, 1919 - Mozambico e Zimbabwe
- Barbus mariae Holly, 1929 - Kenya
- Barbus marmoratus David & Poll, 1937 - Repubblica Democratica del Congo
- Barbus martorelli Roman, 1971 - Camerun, Repubblica del Congo, Guinea Equatoriale e Gabon
- Barbus matthesi Poll & Gosse, 1963 - Repubblica Democratica del Congo
- Barbus mattozi Guimarães, 1884 - Angola, Namibia, Repubblica Democratica del Congo, Zambia e Zimbabwe
- Barbus mawambi Pappenheim, 1914 - Repubblica Democratica del Congo
- Barbus mawambiensis Steindachner, 1911 - Camerun e Repubblica Democratica del Congo
- Barbus mediosquamatus Poll, 1967 - Angola
- Barbus melanotaenia Stiassny, 1991 - Liberia
- Barbus microbarbis David & Poll, 1937 - Ruanda
- Barbus microterolepis Boulenger, 1902 - Etiopia
- Barbus mimus Boulenger, 1912 - Kenya
- Barbus miolepis Boulenger, 1902 - Angola, Botswana, Camerun, Repubblica Centrafricana, Repubblica del Congo, Namibia, Repubblica Democratica del Congo e Zambia
- Barbus mirabilis Pappenheim, 1914 - Repubblica Democratica del Congo
- Barbus mocoensis Trewavas, 1936 - Angola
- Barbus mohasicus Pappenheim, 1914 - Ruanda
- Barbus motebensis Steindachner, 1894 - Repubblica Democratica del Congo, Sudafrica ed eSwatini
- Barbus multilineatus Worthington, 1933 - Angola, Botswana, Namibia, Repubblica Democratica del Congo, Zambia, Zimbabwe
- Barbus musumbi Boulenger, 1910 - Angola
- Barbus myersi Poll, 1939 - Cina (?) e Repubblica Democratica del Congo
- Barbus nanningsi (de Beaufort, 1933) - Angola
- Barbus nasus Günther, 1874 - Marocco
- Barbus neefi Greenwood, 1962 - Mozambico, Repubblica Democratica del Congo, Sudafrica e Zambia
- Barbus neglectus Boulenger, 1903 - Egitto, Etiopia e Sudan
- Barbus neumayeri Fischer, 1884 - Kenya, Repubblica Democratica del Congo, Ruanda, Tanzania e Uganda
- Barbus nigeriensis Boulenger, 1903 - Burkina Faso, Camerun, Ciad, Egitto, Ghana, Guinea, Mali, Niger, Nigeria e Sudan
- Barbus nigrifilis Nichols, 1928 - Repubblica Democratica del Congo
- Barbus nigroluteus Pellegrin, 1930 - Repubblica del Congo
- Barbus niluferensis Turan, Kottelat & Ekmekçi, 2009 - Turchia
- Barbus niokoloensis Daget, 1959 - Gambia, Guinea e Guinea-Bissau
- Barbus nounensis Van den Bergh & Teugels, 1998 - Camerun
- Barbus nyanzae Whitehead, 1960 - Kenya, Ruanda e Tanzania
- Barbus okae (Fowler, 1949) - Repubblica del Congo
- Barbus oligogrammus David, 1937 - Repubblica Democratica del Congo e Tanzania
- Barbus oligolepis Battalgil, 1941 - Turchia
- Barbus olivaceus Seegers, 1996 - Tanzania
- Barbus owenae Ricardo-Bertram, 1943 - Zambia
- Barbus oxyrhynchus Pfeffer, 1889 - Kenya e Tanzania
- Barbus pagenstecheri Fischer, 1884 - Tanzania
- Barbus pallidus Smith, 1841 - Sudafrica
- Barbus paludinosus Peters, 1852 - Angola, Botswana, Etiopia, Kenya, Malawi, Mozambico, Namibia, Repubblica Democratica del Congo, Ruanda, Sudafrica, eSwatini, Tanzania, Uganda, Zambia e Zimbabwe
- Barbus papilio Banister & Bailey, 1979 - Repubblica Democratica del Congo
- Barbus parablabes Daget, 1957 - Burkina Faso e Ghana
- Barbus parajae Van den Bergh & Teugels, 1998 - Camerun
- Barbus parawaldroni Lévêque, Thys van den Audenaerde & Traoré, 1987 - Costa d'Avorio e Liberia
- Barbus paucisquamatus Pellegrin, 1935 - Repubblica Democratica del Congo
- Barbus pellegrini Poll, 1939 - Burundi, Repubblica Democratica del Congo, Ruanda, Tanzania, Uganda e Zambia
- Barbus perince Rüppell, 1835 - Burkina Faso, Camerun, Ciad, Egitto, Etiopia, Ghana, Guinea, Mali, Niger, Nigeria, Repubblica Democratica del Congo, Sudan e Uganda
- Barbus petchkovskyi Poll, 1967 - Angola
- Barbus petitjeani Daget, 1962 - Guinea e Senegal
- Barbus platyrhinus Boulenger, 1900 - Rep. Democratica del Congo e Tanzania
- Barbus pleurogramma Boulenger, 1902 - Etiopia
- Barbus pobeguini Pellegrin, 1911 - Burkina Faso, Costa d'Avorio, Gambia, Guinea, Guinea-Bissau, Mali, Mauritania, Niger, Nigeria e Senegal
- Barbus poechii Steindachner, 1911 - Angola, Botswana, Namibia, Repubblica Democratica del Congo, Zambia e Zimbabwe
- Barbus prionacanthus Mahnert & Géry, 1982 - Gabon
- Barbus profundus Greenwood, 1970 - Kenya, Tanzania e Uganda
- Barbus pseudotoppini Seegers, 1996 - Tanzania
- Barbus pumilus Boulenger, 1901 - Camerun, Etiopia e Sudan
- Barbus punctitaeniatus Daget, 1954 - Burkina Faso, Camerun, Ciad, Costa d'Avorio, Ghana, Mali, Niger, Nigeria e Senegal
- Barbus pygmaeus Poll & Gosse, 1963 - Repubblica Democratica del Congo
- Barbus quadrilineatus David, 1937 - Burundi
- Barbus quadripunctatus Pfeffer, 1896 - Kenya e Tanzania
- Barbus radiatus Peters, 1853 - Angola, Botswana, Kenya, Malawi, Mozambico, Namibia, Repubblica Democratica del Congo, Sudafrica, eSwatini, Tanzania, Zambia e Zimbabwe
- Barbus raimbaulti Daget, 1962 - Guinea e Senegal
- Barbus reinii Günther, 1874 - Marocco
- Barbus rhinophorus Boulenger, 1910 - Angola
- Barbus rohani Pellegrin, 1921 - Mozambico, Zambia e Zimbabwe
- Barbus rosae Boulenger, 1910 - Angola
- Barbus roussellei Ladiges & Voelker, 1961 - Angola
- Barbus rouxi Daget, 1961 - Repubblica del Congo
- Barbus ruasae Pappenheim, 1914 - Ruanda
- Barbus rubrostigma Poll & Lambert, 1964 - Camerun e Repubblica Democratica del Congo
- Barbus sacratus Daget, 1963 - Costa d'Avorio, Guinea, Guinea-Bissau, Liberia e Sierra Leone
- Barbus salessei Pellegrin, 1908 - Guinea e Guinea Bissau
- Barbus sensitivus Roberts, 2010 - Camerun
- Barbus serengetiensis Farm, 2000 - Tanzania
- Barbus serra Peters, 1864 - Sudafrica
- Barbus sexradiatus Boulenger, 1911 - Kenya e Tanzania
- Barbus seymouri Tweddle & Skelton, 2008 - Malawi
- Barbus somereni Boulenger, 1911 - Ruanda, Tanzania e Uganda
- Barbus stanleyi Poll & Gosse, 1974 - Repubblica Democratica del Congo
- Barbus stappersii Boulenger, 1915 - Repubblica Democratica del Congo e Zambia
- Barbus stauchi Daget, 1967 - Repubblica del Congo
- Barbus stigmasemion Fowler, 1936 - Repubblica Centrafricana
- Barbus stigmatopygus Boulenger, 1903 - Benin, Burkina Faso, Camerun, Ciad, Costa d'Avorio, Egitto, Etiopia, Guinea, Guinea Bissau, Kenya, Mali, Niger, Nigeria, Repubblica Democratica del Congo e Sudan
- Barbus subinensis Hopson, 1965 - Ghana
- Barbus sublimus Coad & Najafpour, 1997 - Iran
- Barbus sublineatus Daget, 1954 - Benin, Burkina Faso, Camerun, Costa d'Avorio, Gambia, Ghana, Guinea, Mali, Niger, Nigeria, Senegal e Togo
- Barbus subquincunciatus Günther, 1868 - Iran
- Barbus sylvaticus Loiselle & Welcomme, 1971 - Benin e Nigeria
- Barbus syntrechalepis (Fowler, 1949) - Repubblica del Congo
- Barbus taeniopleura Boulenger, 1917 - Rep. Dem. del Congo
- Barbus taeniurus Boulenger, 1903 - Camerun
- Barbus tanapelagius Graaf, Dejen, Sibbing & Osse, 2000 - Etiopia
- Barbus tegulifer Fowler, 1936 - Camerun
- Barbus tetraspilus Pfeffer, 1896 - Repubblica Democratica del Congo
- Barbus tetrastigma Boulenger, 1913 - Repubblica del Congo e Repubblica Democratica del Congo
- Barbus teugelsi Bamba, Vreven & Snoeks, 2011 - Guinea
- Barbus thamalakanensis Fowler, 1935 - Angola, Botswana, Namibia, Zambia e Zimbabwe
- Barbus thysi Trewavas, 1974 - Camerun e Guinea Equatoriale
- Barbus tiekoroi Lévêque, Teugels & Thys van den Audenaerde, 1987 - Guinea e Sierra Leone
- Barbus tomiensis Fowler, 1936 - Repubblica del Congo, Repubblica Centrafricana e Repubblica Democratica del Congo
- Barbus tongaensis Rendahl, 1935 - Sudan
- Barbus toppini Boulenger, 1916 - Kenya, Malawi, Mozambico, Sudafrica, eSwatini, Tanzania e Zimbabwe
- Barbus trachypterus Boulenger, 1915 - Repubblica Democratica del Congo e Zambia
- Barbus traorei Lévêque, Teugels & Thys van den Audenaerde, 1987 - Costa d'Avorio
- Barbus treurensis Groenewald, 1958 - Sudafrica
- Barbus trevelyani Günther, 1877 - Sudafrica
- Barbus trimaculatus Peters, 1852 - Angola, Botswana, Malawi, Mozambico, Namibia, Repubblica Democratica del Congo, Sudafrica, eSwatini, Tanzania, Zambia e Zimbabwe
- Barbus trinotatus Fowler, 1936 - Repubblica del Congo e Repubblica Democratica del Congo
- Barbus trispiloides Lévêque, Teugels & Thys van den Audenaerde, 1987 - Liberia
- Barbus trispilomimus Boulenger, 1907 - Angola e Camerun
- Barbus trispilopleura Boulenger, 1902 - Camerun, Etiopia, Kenya, Repubblica Democratica del Congo, Tanzania e Uganda
- Barbus trispilos (Bleeker, 1863) - Costa d'Avorio, Ghana, Guinea e Liberia
- Barbus tropidolepis Boulenger, 1900 - Burundi, Repubblica Democratica del Congo, Tanzania e Zambia
- Barbus turkanae Hopson & Hopson, 1982 - Kenya
- Barbus unitaeniatus Günther, 1866 - Angola, Botswana, Mozambico, Namibia, Sudafrica, eSwatini, Zambia e Zimbabwe
- Barbus urostigma Boulenger, 1917 - Burundi, Repubblica Democratica del Congo, Tanzania e Zambia
- Barbus urotaenia Boulenger, 1913 - Repubblica Democratica del Congo
- Barbus usambarae Lönnberg, 1907 - Tanzania
- Barbus vanderysti Poll, 1945 - Repubblica del Congo
- Barbus venustus Bailey, 1980 - Kenya e Tanzania
- Barbus viktorianus Lohberger, 1929 - Kenya e Tanzania
- Barbus viviparus Weber, 1897 - Malawi, Mozambico, Sudafrica, Tanzania, Zambia e Zimbabwe
- Barbus walkeri Boulenger, 1904 - Ghana
- Barbus wellmani Boulenger, 1911 - Angola
- Barbus wurtzi Pellegrin, 1908 - Costa d'Avorio, Ghana, Guinea, Liberia, Nigeria e Sierra Leone
- Barbus yeiensis Johnsen, 1926 - Camerun, Ciad, Egitto e Sudan
- Barbus yongei Whitehead, 1960 - Kenya
- Barbus zalbiensis Blache & Miton, 1960 - Camerun
- Barbus zanzibaricus Peters, 1868 - Kenya e Somalia